# Come Around Sundown
Albums de Kings of Leon
Only by the Night
(2008) Mechanical Bull
(2013)
Singles
1. Radioactive
Sortie : 14 septembre 2010
2. Pyro
Sortie : 9 décembre 2010
3. The Immortals
Sortie : 21 mars 2011
4. Back Down South
Sortie : 17 mai 2011

Come Around Sundown est le cinquième album des Kings of Leon. Il est sorti le 18 octobre 2010.

## Liste des chansons
Toutes les chansons sont écrites et composées par Kings of Leon.
| No  | Titre           | Durée |
| --- | --------------- | ----- |
| 1.  | The End         | 4:24  |
| 2.  | Radioactive     | 3:26  |
| 3.  | Pyro            | 4:10  |
| 4.  | Mary            | 3:25  |
| 5.  | The Face        | 3:28  |
| 6.  | The Immortals   | 3:28  |
| 7.  | Back Down South | 4:01  |
| 8.  | Beach Side      | 2:51  |
| 9.  | No Money        | 3:05  |
| 10. | Pony Up         | 3:04  |
| 11. | Birthday        | 3:15  |
| 12. | Mi Amigo        | 4:06  |
| 13. | Pickup Truck    | 4:44  |